# 選擇
選擇是判斷多個選項更值得選取的決定。如果是關於經濟學的話會牽涉到機會成本。如果是關於生物學的話會牽涉到性選擇、自然选择等。選擇多數都會選取更好的選項，不過也許會有例外的情況。

## 心理學
根據心理學「三分之一效應」，在有3個或3堆選項並列在一條線上時，自然會產生對第一和第三的抗拒心理，並選擇第二個。例如人不會購買商店街首幾間商店購物，到了中間便會產生後悔心情，自然進入商店街中間的商店。

## 延伸阅读
[在维基数据编辑]
 《欽定古今圖書集成·博物彙編·藝術典·選擇部》，出自陈梦雷《古今圖書集成》